# 391 a.C.

## Eventos
- Lúcio Lucrécio Tricipitino Flavo, Lúcio Fúrio Medulino, pela sétima vez, Sérvio Sulpício Camerino, Lúcio Emílio Mamercino, Agripa Fúrio Fuso e Caio Emílio Mamercino, pela segunda vez, tribunos consulares em Roma.